# Сотня Эшли
Сотня Эшли (англ. Ashley's Hundred) — группа молодых мужчин, откликнувшихся на призыв Уильяма Эшли. 13 февраля 1822 года он дал своё первое объявление в газету «Missouri Gazette and Public Advertiser» о наборе сотни храбрецов, готовых отправиться в индейские земли добывать меха.

## История
В 1822 году бывший бригадный генерал, Уильям Эшли, даёт объявления в газетах о том, что набирает группу из 100 молодых людей для экспедиции вверх по реке Миссури. Люди, которые откликнулись на этот призыв, стали впоследствии известны как Сотня Эшли. Экспедиция под руководством Эндрю Генри выступила в октябре 1822 года, добралась до реки Йеллоустон и до наступления зимы вернулась обратно. Многие охотники и трапперы из этой группы позднее стали известными людьми на Диком Западе. Они принимали участие в торговле и столкновениях с индейцами, исследовали новые территории и содействовали заселению Запада США.

## Известные участники
- Джеймс Бекуорт
- Джим Бриджер
- Хью Гласс
- Джеймс («дон Сантьяго») Киркер
- Уильям Саблетт
- Джедедайя Смит
- Томас Фицпатрик